# WikiBurgos
WikiBurgos es un sitio web promovido por la Diputación Provincial de Burgos con la finalidad de difundir temas relacionados con la provincia. Creada siguiendo el modelo de Wikipedia, utiliza el formato y su contenido está disponible bajo los términos de la Creative Commons Atribución Compartir Igual 3.0.

## Historia
La Sección de Nuevas Tecnologías y Modernización Administrativa de la Diputación de Burgos durante el año 2010 ha desarrollado este proyecto planteando información sobre los  1214 núcleos de población que comprende la provincia, reservando  el dominio www.wikiburgos.es. y editando un manual.
El 11 de junio de 2013 contaba con 2419 artículos y 1342 usuarios registrados.